# 신제도경제학
신제도경제학(New institutional economics, NIE)은 경제 활동의 밑바탕인 사회적, 법적 제도에 초점을 맞춰 경제학의 연구 분야를 확장시키고자 하는 경제학파이며, 초기 제도주의 경제학 및 신고전파 경제학을 넘어선 분석을 추구한다. 이 경제학파는 신고전주의 경제학에서 배제된 부분을 경제학의 연구 대상으로 포함하고자 하는 확장의 단계로 평가된다. 이를 통하여 고전적 정치경제학 연구를 재발견한다.

## 개요
로널드 코스의 두 논문인 "기업의 본성"(1937)과 "사회적 비용의 문제"(1960)에서 유래하는 학파이다. 나중에 코스의 정리라 명명되는 주장이 나오는 두 번째 논문에서, 코스는 재산권 부여라는 대안을 통해 거래 비용 없이 갈등과 외부 효과를 모두 내부화할 수 있다고 주장한다. 따라서 재산권 부여를 위해서 비교 제도 분석이 요구되는데, 이는 외부성을 효율적으로 내부화하고 법경제학 등 제도적 설계에 대한 권고를 위해 사용된다.
신제도학파의 분석은 기존보다 방법론적으로 더욱 복잡한 원리와 기준을 기반으로 한다. 주류 신고전파 경제학에 비판적 태도를 견지했던 기존의 전통적 제도주의 경제학과 반대로, 신제도주의 경제학은 신고전파의 수정된 틀에서 효율성과 분배 문제를 연구한다.
'신제도주의 경제학'이라는 용어는 1975년 올리버 윌리엄슨에 의해 만들어졌다.

## 같이 보기
- 엘리너 오스트롬
- 공공선택론